# L'Œuf et les Schtroumpfs (album)
L'Œuf et les Schtroumpfs est le quatrième album de la série de bande dessinée Les Schtroumpfs de Peyo publié en 1968 aux éditions Dupuis.
L'album contient trois histoires : L'Œuf et les Schtroumpfs, Le Faux Schtroumpf et Le Centième Schtroumpf.

## Synopsis

### L'Œuf et les Schtroumpfs
Les Schtroumpfs décident de faire un grand gâteau pour une fête. Il ne leur manque qu'un ingrédient, un œuf. Un Schtroumpf est chargé d'en trouver un, et il est accompagné par le Schtroumpf grognon. Ils finissent par trouver un œuf étrange dans la forêt et découvrent qu'il est magique, exauçant un vœu si on le dit en tapant dessus, mais les Schtroumpfs abusent rapidement et sèment la zizanie.

### Le Faux Schtroumpf
Gargamel a mis au point une nouvelle potion. En la buvant, il se transforme en Schtroumpf (il lui manque cependant la queue). Ainsi, il peut s'infiltrer chez les vrais Schtroumpfs.

### Le Centième Schtroumpf
C'est bientôt la fête de la Lune, et le Grand Schtroumpf s'inquiète qu'il n'y ait que 99 Schtroumpfs pour l'évènement. Le Schtroumpf coquet décide de se fabriquer un miroir pour satisfaire son narcissisme, mais la foudre tombe dessus et donne vie à son reflet.

## Adaptation

### Série animée
- Dans la série Les Schtroumpfs, L'Œuf et les Schtroumpfs est le 14e épisode de la série sous le titre L'œuf magique, Le Faux Schtroumpf est le 21e épisode et Le Centième Schtroumpf, le 28e.
- Dans la série Les Schtroumpfs, l’œuf magique en or est un piège créé par Gargamel.